# قائمة مقاطعات نيوهامبشير
توجد 10 مقاطعات في ولاية نيوهامبشير في الولايات المتحدة الأمريكية، تم إنشاء خمسة مقاطعات في عام 1769، عندما كانت الولاية لاتزال مستعمرة إنجليزية، خلال أول تقسيم أداري للولاية علي مستوي المقاطعات. أخر مقاطعات تم أنشائها في الولاية هم مقاطعات بلكناب وكارول في عام 1840.
غالبية أسماء المقاطعات لولاية نيو هامبشاير هي أسماء لأشخاص بارزين من الشعب البريطاني أو الأمريكي أو لمواقع جغرافية أو مواقع هامة. فقط اسم مقاطعة واحدة يرجع إلي لغة سكان أمريكا الأصليين: وهو لمقاطعة كوس، ويرجع لكلمة باللغة ألغنقوينة تعني «الصنوبر الصغيرة».
تتجه المقاطعات إلي الصغر في المساحة نحو الطرف الجنوبي من الولاية، حيث يتركز معظم السكان لنيو هامبشاير، وتتجه إلي الكبر في المساحة في الشمال حيث تقل الكثافة السكانبة.

## قائمة المقاطعات
| مقاطعة           | FIPS | مقر المقاطعة      | تاريخ التأسيس | المنشأ                                          | أصل التسمية | تعداد السكان | المساحة                            | الخريطة                                               |
| مقاطعة بلكناب    | 001  | لاكونيا           | 1840          | من أجزاء من مقاطعة ميريماك ومقاطعة سترافورد.    | جيريمي بلكناب (1744-1798)، أحد المؤرخين الأوائل لنيو هامبشاير مؤلف كتاب' '"تاريخ نيوهامبشاير" (1784- 1792).                   | 60.088       | 401 ميل مربع (1039 كيلو متر مربع)  | Map of New Hampshire highlighting Belknap County      |
| مقاطعة كارول     | 003  | أوسيبي            | 1840          | جزء من مقاطعة سترافورد.                         | تشارلز كارول من كارولتون (1737-1832)، آخر من بقي حيا من الموقعيين على إعلان استقلال الولايات المتحدة.                         | 47.818       | 934 ميل مربع (2419 كيلو متر مربع)  | Map of New Hampshire highlighting Carroll County      |
| مقاطعة تشيشاير   | 005  | كين               | 1769          | واحدة من الخمس مقاطعات الأصلية.                 | المقاطعة الإنجليزية تشيشير.                                                                                                   | 77.117       | 708 ميل مربع (1834 كيلو متر مربع)  | Map of New Hampshire highlighting Cheshire County     |
| مقاطعة كوس       | 007  | لانكاستر          | 1803          | جزء من مقاطعة غرافتون.                          | من كلمة باللغة ألغنقوين تعني "الصنوبر الصغيرة".                                                                               | 33.055       | 1801ميل مربع (4665 كيلو متر مربع)  | Map of New Hampshire highlighting Coos County         |
| مقاطعة غرافتون   | 009  | هافر هيل الشمالية | 1769          | واحدة من الخمس مقاطعات الأصلية.                 | أوغسطس هنري فيتزروي، الدوق الثالث من جرافتون (1735-1811)، رئيس وزراء بريطانيا العظمى (1768-1770).                             | 89.118       | 1714 ميل مربع (4439 كيلو متر مربع) | Map of New Hampshire highlighting Grafton County      |
| مقاطعة هيلسبوروغ | 011  | مانشستر وناشوا    | 1769          | واحدة من الخمس مقاطعات الأصلية.                 | ويلز هيل، المركيز الأول من دوانشاير(1718-1793)، والمعروفة في أمريكا كما إيرل هيلزبره، الذي شغل منصب أول وزير دولة للمستعمرات. | 400.721      | 876 ميل مربع (2269 كيلو متر مربع)  | Map of New Hampshire highlighting Hillsborough County |
| مقاطعة ميريماك   | 013  | كونكورد           | 1823          | من أجزاء من مقاطعة هيلسبوروغ ومقاطعة روكينغهام. | نهر ميريماك. | 146.445      | 934 ميل مربع (2419 كيلو متر مربع)  | Map of New Hampshire highlighting Merrimack County    |
| مقاطعة روكينغهام | 015  | برينتوود          | 1769          | واحدة من الخمس مقاطعات الأصلية.                 | تشارلز واطسون-وينتورث، مركيز روكينجهام الثاني (1730-1782)، وشغل منصب رئيس وزراء بريطانيا العظمى لمرتين (1765-1766، 1782).     | 259.223      | 695 ميل مربع (1800 كيلو متر مربع)  | Map of New Hampshire highlighting Rockingham County   |
| مقاطعة سترافورد  | 017  | دوفر              | 1769          | واحدة من الخمس مقاطعات الأصلية.                 | وليام وينتورث، إيرل الثاني من سترفورد (1626-1695)، وأحد النبلاء الإنجليزي الذين أمتلكوا أراضي المستعمرات.                     | 123.143      | 369 ميل مربع (956 كيلو متر مربع)   | Map of New Hampshire highlighting Strafford County    |
| مقاطعة سوليفان   | 019  | نيوبورت           | 1827          | جزء من مقاطعة تشيشاير.                          | جون سوليفان (1740-1795)، وهو الحاكم الثالث والخامس لنيو هامبشاير (1786-1788، 1789-1790).                                      | 43.742       | 537 ميل مربع (1391 كيلو متر مربع)  | Map of New Hampshire highlighting Sullivan County     |